# Tringa
Tringa is een geslacht van vogels uit de familie van de strandlopers en snippen (Scolopacidae). Het geslacht telt dertien soorten.

## Soorten
- Tringa brevipes  – Siberische grijze ruiter
- Tringa erythropus  – Zwarte ruiter
- Tringa flavipes  – Kleine geelpootruiter
- Tringa glareola  – Bosruiter
- Tringa guttifer  – Nordmanns groenpootruiter
- Tringa incana  – Amerikaanse grijze ruiter
- Tringa melanoleuca  – Grote geelpootruiter
- Tringa nebularia  – Groenpootruiter
- Tringa ochropus  – Witgat
- Tringa semipalmata  – Willet
- Tringa solitaria  – Amerikaanse bosruiter
- Tringa stagnatilis  – Poelruiter
- Tringa totanus  – Tureluur